# Costa Alemana
La Costa Alemana (en francés: Côte des Allemands; en inglés: German Coast) fue una región de Luisiana, Estados Unidos, situada en la orilla este del río Misisipi, antes de su curso por Nueva Orleans, en concreto en las parroquias de St. Charles, St. John the Baptist y St. James de la actual Acadiana.  A lo largo de esta costa se establecieron cuatro asentamientos con población de origen alemán: Karlstein, Hoffen, Mariental y Augsburgo.

## Asentamientos

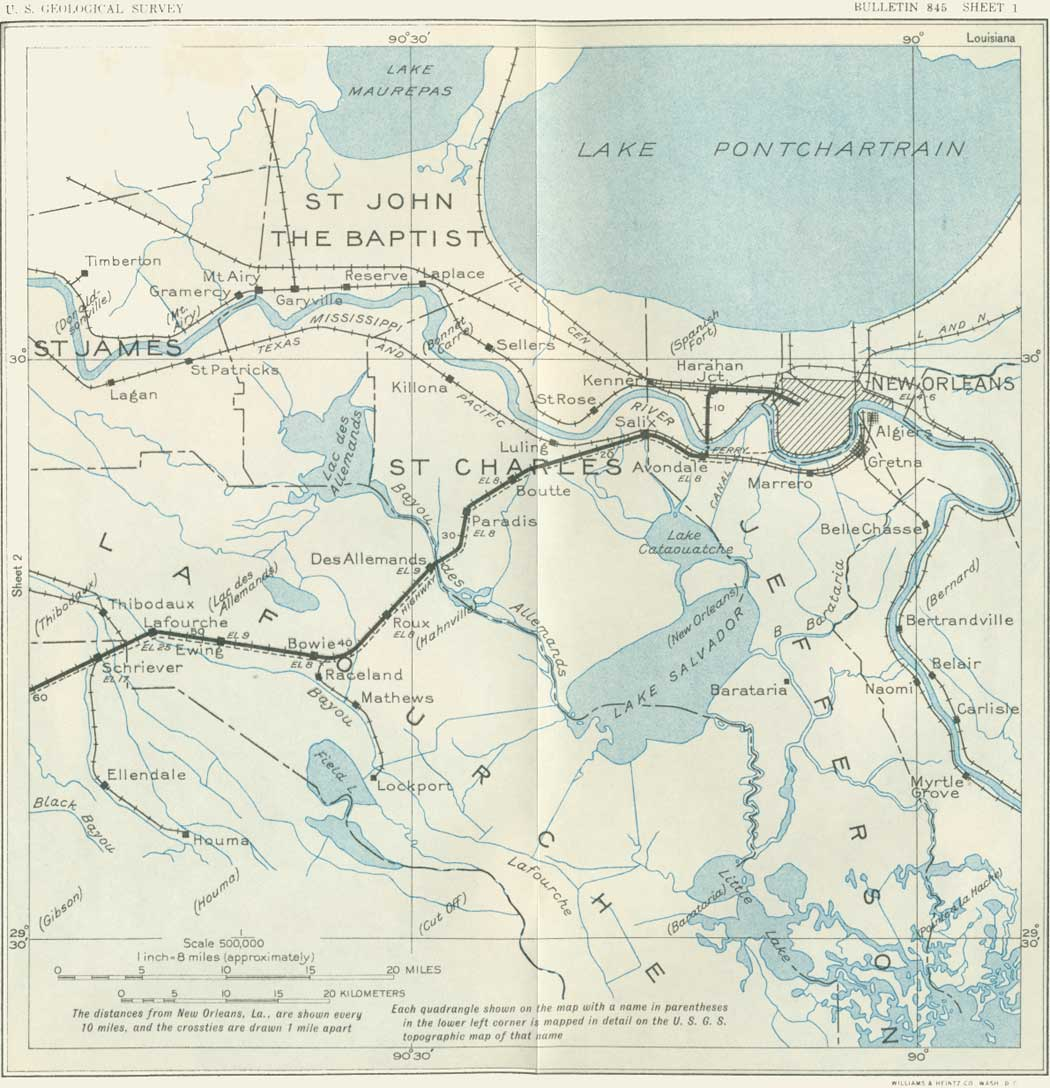
costa de los alemanes

Originalmente, los alemanes se establecieron en el Puesto de Arkansas. Sin embargo, las condiciones eran intolerables.
El nombre del área se deriva de la gran población de pioneros alemanes que se establecieron a lo largo del río Misisipi en 1721 gracias a John Law y la Compañía del Misisipi. Cuando la compañía cerró en 1731, los alemanes se convirtieron en propietarios independientes.
A pesar de las inundaciones periódicas, los huracanes y los rigores de la vida en la frontera, los pioneros alemanes tuvieron éxito en sus asentamientos. Gracias a sus esfuerzos sus cultivos no solo les proveyeron alimentos a ellos sino también a los residentes de Nueva Orleans. Algunos historiadores atribuyen a los agricultores alemanes la incipiente supervivencia de Nueva Orleans.

## Cultura
La mayor parte de los colonos de la Costa Alemana procedían de la región alemana de Renania, de los cantones de habla alemana de Suiza, y otras áreas. Muchos vinieron de la región de habla alemana de la Alsacia y Lorena en Francia, y algunos de Bélgica.
Hoy en día existen los topónimos Bayou des Allemands y Lac des Allemands («Bahía Alemana» y «Lago de los Alemanes»). 
Desde el momento de su llegada, los inmigrantes alemanes comenzaron a hablar francés y se casaron con los primeros colonizadores franceses. Durante las décadas posteriores se mezclaron con los descendientes de estos últimos, así como los acadianos. Junto con otros colonos, crearon la cultura cajún. 

## Participación militar

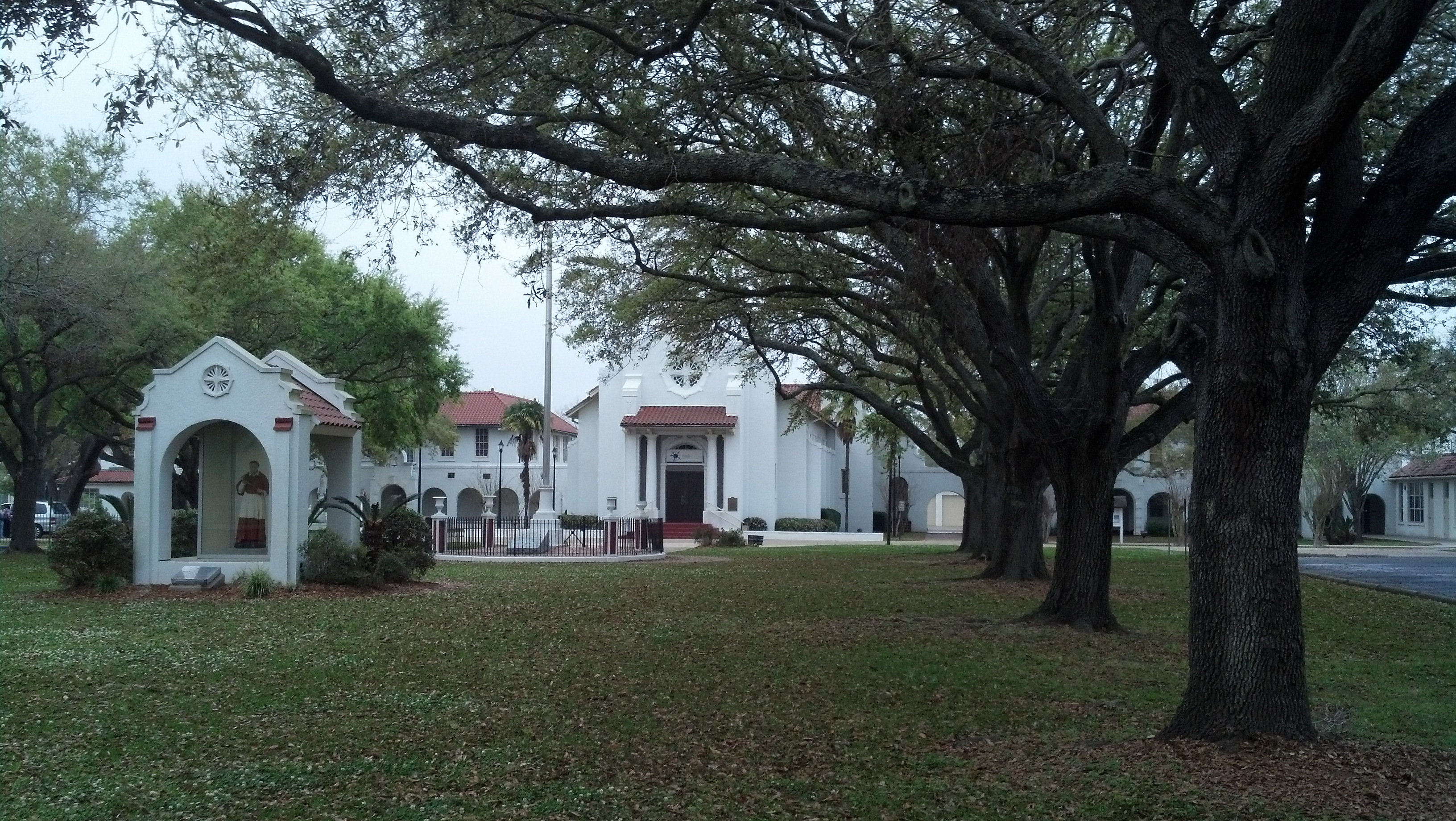
Iglesia de San Carlos Borromeo fundada en 1723

En la Rebelión de Luisiana de 1768, los colonos alemanes se unieron a los acadianos de la zona Cabannocé para marchar sobre Nueva Orleans y derrocar al nuevo gobernador colonial español Antonio de Ulloa. El gobernador general Luis de Unzaga y Amézaga logró conciliar a los habitantes de esta costa, tanto los de origen acadiano francés como alemanes, con la administración española. Con la actitud tolerante del malagueño Unzaga creció la economía gracias al libre comercio y la mejor relación intercultural de sus ciudadanos. Unos años más tarde, los colonos alemanes y acadianos se unieron de nuevo, bajo el gobernador colonial español Bernardo de Gálvez, para luchar contra los británicos durante la Guerra de Independencia de los Estados Unidos.

## Milicias provinciales de los Alemanes
La primera vez que se citan las milicias es durante la captura del Fuerte de Manchac o Fort Bute (Sorpresa del fuerte But) cunando Bernardo de Gálvez a su paso por la Costa Alemana y Acadiana recluta a 760 hombres en estas costas.
En otras ocasiones se las cita también como de los Alemanes y Acadianos; y en 1790 ya se cita como las "Milicias provinciales disciplinadas de los alemanes" dentro de los ejércitos de la Luisiana Española comandados por el Teniente Coronel Barón de Brower (Natural de Berna, desde 1740 al servicio de los rey de España en Cerdeña).Le seguirá el Teniente Coronel de origen francés Josep Pontalba desde diciembre de 1791 La milicia la componen fundamentalmente pobladores de la Luisiana y de antiguas colonias francesas de Acadia y Luisburg, siendo la oficialidad también predominantemente local. Participarán activamente en las principales batallas en la Luisiana de la Guerra anglo-española (1779-1783). Sus uniformes serían blanco y azul.
| Regimiento de Milicias Provinciales de los Alemanes a fin de junio de 1792 puede compararse con la de 1796 o la de 1797 con similar composición |                                             |                                             | |      |         |                        |                             |                                |                                | |
| |                                             |                                             | |      |         |                        |                             |                                |                                | |
| Plana Mayor |                                             |                                             | Natural de | Edad | Estado  | Sorpresa de Fuerte Bus | Toma de Baton Rouge en 1779 | Sitio y toma de la Movila 1780 | Sitio y toma de Penzacola 1781 | |
| Comandante | Teneinte Coronel                            | D. Joseph Pontalba                          | Nueva Orleans                                                                                                   | 37   | Casado  |                        |                             |                                |                                | Anteriormente al Servicio de Francia donde se incorporó a los Reales Exercitos con el mismo grado de capitán que tenía |
| Sargento Mayor |                                             | Vacante                                     | |      |         |                        |                             |                                |                                | |
| 1.º Ayudante mayor | Teniente                                    | D. Mauricio O. Conor                        | Dublín UK | 49   | Casado  | Sí                     | Sí                          | Sí                             |                                | En la campaña de Portugal de 1762                                                                                      |
| 2.º Ayudante mayor |                                             | Vacante                                     | |      |         |                        |                             |                                |                                | |
| |                                             |                                             | |      |         |                        |                             |                                |                                | |
| Compañía |                                             | Capitanes                                   | Natural de | Edad | Estado  | Sorpresa de Fuerte Bus | Toma de Baton Rouge en 1779 | Sitio y toma de la Movila 1780 | Sitio y toma de Panzacola      | |
| 1.ª | Teniente con 1/2 sueldo                     | D. Luis Judice                              | Nueva Orleans                                                                                                   | 57   | Casado  | Sí                     | Sí                          |                                |                                | |
| 2.ª | Teniente                                    | D. Nicolás de Verbois                       | Nueva Orleans                                                                                                   | 37   | Casado  | Sí                     | Sí                          | Sí                             | Sí                             | |
| 4.ª | Teniente con 1/2 sueldo                     | D. Miguel Cantrelles                        | Nueva Orleans                                                                                                   | 42   | Casado  | Sí                     | Sí                          | Sí                             |                                | |
| 2.ª | Capitan                                     | D. Achiles Frouard                          | París FR | 28   | Casado  |                        |                             |                                |                                | |
| 1.ª | Subteniente                                 | D. Santiago Masicol                         | Nueva Orleans                                                                                                   | 55   | Casado  | Sí                     | Sí                          | Sí                             |                                | |
| 3.ª | Capitán                                     | D. Nicolás Veaxel                           | Nueva Orleans                                                                                                   | 41   | Soltero | Sí                     | Sí                          |                                |                                | |
| 4.ª | Capitán                                     | D. Lorenzo Sigües                           | Metz FR | 48   | Casado  |                        |                             |                                |                                | |
| 1.ª | Capitán                                     | D. Evan Jones                               | Nueva York UK                                                                                                   | 53   | Casado  |                        |                             |                                |                                | |
| 2.ª | Capitán                                     | D. Manuel Andry                             | Nueva Orleans                                                                                                   | 35   | Casado  |                        |                             |                                |                                | |
| 3.ª | Capitán                                     | D Pedro Robin de Logny                      | Nueva Orleans                                                                                                   | 27   | Casado  |                        |                             |                                |                                | |
| |                                             |                                             | |      |         |                        |                             |                                |                                | |
| |                                             | Primeros Tenientes Graduados de Capitán     | |      |         |                        |                             |                                |                                | |
| 2.ª | Teniente con grado de Capitán               | D. Santiago Cautrelle                       | Nueva Orleans                                                                                                   | 40   | Casado  |                        |                             |                                |                                | |
| 3.ª | Teniente con grado de Capitán               | D. Juan Vivez                               | Denia ES | 36   | Casado  |                        |                             |                                |                                | |
| 3.ª | Teniente con grado de Capitán               | D. Manuel Perret                            | San Juan Bautista de los Alemanes                                                                               | 39   | Casado  | Sí                     | Sí                          | Sí                             |                                | |
| 1.ª | Teniente de Granaderos con Grado de capitán | D. Pedro Trepañier                          | San Carlos de Alemanes                                                                                          | 40   | Casado  | Sí                     | Sí                          | Sí                             |                                | |
| 2.ª | Teniente de Granaderos con Grado de capitán | D.Luis Judice                               | Nueva Orleans                                                                                                   | 36   | Casado  | Sí                     | Sí                          | Sí                             |                                | |
| 1.ª | Teniente de Granaderos con Grado de capitán | D. Juan B De Gruy                           | Nueva Orleans                                                                                                   | 42   | Casado  | Sí                     | Sí                          | Sí                             |                                | |
| 4.ª | Teniente con grado de Capitán               | D. Juan B Verres                            | Nueva Orleans                                                                                                   | 40   | Casado  | Sí                     | Sí                          |                                |                                | |
| 1.ª | Teniente con grado de Capitán               | D. Marius Brignier                          | Marsella FR | 42   | Casado  |                        |                             |                                |                                | |
| 2.ª |                                             | D. Alexandro Cabacer (No se ha incorporado) | |      |         |                        |                             |                                |                                | |
| 4.ª |                                             | Vacante                                     | |      |         |                        |                             |                                |                                | |
| |                                             |                                             | |      |         |                        |                             |                                |                                | |
| |                                             | 2.º Tenientes y Sargentos                   | |      |         |                        |                             |                                |                                | |
| |                                             |                                             | La mayor parte de los Tenientes y Sargentos provenían de Acadia, Luisburg, Costa de los Alemanes, Nueva Orleans |      |         |                        |                             |                                |                                | |

## Sublevación de los esclavos en 1811
En la Costa Alemana tuvo lugar la mayor revuelta de esclavos en la historia de Estados Unidos, la Sublevación de la Costa Alemana en 1811. Esto fue durante el período en el que formaba parte del Territorio de Orleáns, poco antes de que Luisiana se convirtiese en un estado.
Los líderes de la rebelión fueron los esclavos Quamana, Harry y Charles Deslondes, que lograron reunir unos doscientos esclavos de las plantaciones a lo largo de River Road y se dirigió hacia Nueva Orleáns. Los insurgentes mataron a dos hombres blancos sin encontrar mucha resistencia, pero no estaban bien armados.
Casi la mitad del total de noventa y cinco esclavos que murieron fueron asesinados por la milicia local. Los otros fueron ejecutados de forma sumaria, celebrándose los juicios en las parroquias, incluyendo el Distrito de Orleáns.

## Primera Guerra Mundial
Durante la Primera Guerra Mundial, en una reacción contra Alemania como el enemigo, el legislador del Estado de Luisiana aprobó la Ley 114, mediante la cual se prohibieron todas las manifestaciones de la cultura alemana y el patrimonio, especialmente el uso de la lengua alemana impresa o hablada, en el estado.